# Doğanşehir
Doğanşehir ist eine Stadtgemeinde (Belediye) im gleichnamigen Ilçe (Landkreis) der Provinz Malatya in Ostanatolien und gleichzeitig eine Gemeinde der 2012 geschaffenen Büyüksehir belediyesi Malatya (Großstadtgemeinde/Metropolprovinz). Seit der Verwaltungsreform 2013 ist die Gemeinde flächen- und einwohnermäßig identisch mit dem Landkreis.
Doğanşehir ist der südlichste Landkreis der Büyüksehir und grenzt an die Provinzen Adıyaman und Kahramanmaraş. Bereits vor Gründung der türkischen Republik (1923) gehörte Doğanşehir zum Kreis (Kaza) Besni im Vilâyet Gaziantep. 1929 kam es zu Akçadağ und schließlich wurde es 1946 ein eigenständiger Kreis (1950: 24.421 Einw.). Im gleichen Jahr erhielt Doğanşehir auch den Status einer Stadtgemeinde (Belediye) – erkenntlich auch im Stadtlogo.

## Verwaltung
(Bis) Ende 2012 bestand der Landkreis neben der Kreisstadt aus den sechs Stadtgemeinden (Belediye) Erkenek, Gövdeli, Kurucaova, Polat, Söğüt und Sürgü sowie 27 Dörfern (Köy) in zwei Bucaks, die während der Verwaltungsreform 2013 in Mahalle (Stadtviertel/Ortsteile) überführt wurden. Die vier existierenden Mahalle der Kreisstadt blieben erhalten, während die Mahalle der anderen Belediye vereint und zu je einem Mahalle reduziert wurden. Durch Herabstufung dieser Belediye und der Dörfer zu Mahalle stieg deren Zahl auf 37 an. Ihnen steht ein Muhtar als oberster Beamter vor.
Ende 2020 lebten durchschnittlich 990 Menschen in jedem dieser Mahalle, 3.806 Einw. im bevölkerungsreichsten (Erkenek Mah.), dicht gefolgt von Doğu Mah. (3.721), Yeni Mah. (3.378), Karşıyaka Mah. (3.063) und Sürgü Mah. (3.017 Einw.).